# سليستريوم
السليستريم (بالإنجليزية: Celestrium )‏ هو علامة تجارية لنوع من الفولاذ المقاوم للصدأ الأوستنيتي المستخدم في المجوهرات . وهو يشابه الذهب الأبيض ، ولكنه أرخص وأكثر دواماً . وهو قوي ، ويقاوم التفاعل الكيميائي ، ومن السهل الحفاظ عليه . تّسوق السبائكهذه أو المشابهة لها كألتريم "Ultrium" أبيض ، ولا سيما عندما يستخدم في الخواتم ذات الطراز .